# Narayan Khola
Narayan Khola – gaun wikas samiti w środkowej części Nepalu  w strefie Dźanakpur w dystrykcie Sarlahi. Według nepalskiego spisu powszechnego z 2001 roku liczył on 723 gospodarstw domowych i 4584 mieszkańców (2233 kobiet i 2351 mężczyzn).